# Hiroshi Nikaidō
Hiroshi Nikaidō (jap. 二階堂 溥, Nikaidō Hiroshi; * 26. März 1932 in der Präfektur Tokio) ist ein japanischer Mikrobiologe und Biochemiker. Er ist ein führender Experte für die Zellwände von Bakterien.

## Leben
Nikaidō machte 1955 seinen Abschluss als Mediziner an der Keiō-Universität in Japan, war danach dort Dozent und wurde 1961 in Mikrobiologie promoviert. 1961 war er am Institut für Proteinforschung der Universität Ōsaka und ab 1962 an der Harvard Medical School, wo er 1965 Assistant Professor wurde. 1969 wurde er Associate Professor und danach Professor für Mikrobiologie an der University of California, Berkeley. Seit 1990 ist er dort Professor für Biochemie und Molekularbiologie.
Er befasst sich mit der Biochemie und Struktur von Zellwand und Zellmembran von Bakterien, speziell gramnegativen Bakterien mit zwei Außenwänden über der Zytoplasmamembran (Mureinhülle und Äußere Membran). Er fand heraus, dass die Lipopolysaccharide (LPS) der Äußeren Membran die Aufnahme vieler Substanzen (wie hydrophober Antibiotika anderer Bakterien) verhinderten und entdeckte Kanäle in der äußeren Membran gramnegativer Bakterien (wie E. coli), die er Porine nannte und die selektiv bestimmte Substanzen durchlassen. Er untersuchte in seinem Labor die speziellen Pumpsysteme mit einer breiten Substrat-Spezifizität, die viele Bakterien besitzen um Moleküle aus der Zelle direkt nach außen zu pumpen und die eine Rolle bei Antibiotikaresistenzen spielen (Effluxpumpe). Bei Mykobakterien fand er eine spezielle Zellwandstruktur mit langen Fettsäureketten, was zu geringer Fluidität führt, so dass gelöste Antibiotika schwer in die Zelle eindringen können.
1969 erhielt er den Paul-Ehrlich-und-Ludwig-Darmstaedter-Preis und 1984 den Hoechst-Roussel Preis. Seit 2005 ist er gewähltes Mitglied der American Academy of Arts and Sciences, seit 2009 der National Academy of Sciences.
Er ist seit 1963 verheiratet und hat zwei Kinder.